# San Basilio, Sydsardinien
San Basilio är en ort och kommun i provinsen Sydsardinien i regionen Sardinien i sydvästra Italien. Kommunen hade 1 237 invånare (2017).